# Run to the Sun
«Run to the Sun» es el vigésimo disco sencillo publicado del grupo inglés de música electrónica Erasure, lanzado en 1994. La canción fue compuesta por Vince Clarke y Andy Bell.

## Descripción
Run to the Sun fue el segundo sencillo publicado del álbum I Say I Say I Say. Este sencillo llegó al puesto 6 en el ranking británico, el número 49 en Alemania y el número 124 en los Estados Unidos.

## Lista de temas
| CD Sencillo (CDMUTE153) / (INT 826.633) 1. «Run to the Sun» 4:12 2. «Tenderest Moments» 5:29 3. «Run to the Sun» (Beatmasters' Galactic Mix) 7:18 CD Sencillo (LCDMUTE153) / (INT 826.634) 1. «Run To The Sun» (Beatmasters' Outergalactic Mix) 5:36 2. «Run To The Sun» (The Simon + Diamond Bhangra Remix) 4:23 3. «Run To The Sun» (Set The Controls For The Heart Of The Sun Mix) 6:18 4. «Run To The Sun» (Amber Solaire) 10:09 CD Sencillo (Elektra-66208-2) 1. «Run To The Sun» (7″ Version) 4:12 2. «Run To The Sun» (Beatmasters' Galactic Mix) 7:19 3. «Run To The Sun» (Amber Solaire) 10:09 4. «Run To The Sun» (Beatmasters' Outergalactic Mix) 5:36 5. «Run To The Sun» (The Simon + Diamond Bhangra Remix) 4:23 6. «Run To The Sun» (Set The Controls For The Heart Of The Sun Mix) 6:18 | 12″ Vinilo (12MUTE153) / (INT 126.633) 1. «Run To The Sun» 4:12 2. «Run To The Sun» (Beatmasters' Galactic Mix) 7:19 3. «Run To The Sun» (Amber Solaire) 10:09 4. «Run To The Sun» (Beatmasters' Outergalactic Mix) 5:36 5. «Run To The Sun» (The Simon + Diamond Bhangra Remix) 4:23 6. «Run To The Sun» (Set The Controls For The Heart Of The Sun Mix) 6:18 7. «Run To The Sun» (The Diss-cuss Mix) 6:23 7″ Vinilo (MUTE153) 1. «Run To The Sun» 4:11 2. «Tenderest Moments» 5:30 3. «Run To The Sun» (Beatmasters' Intergalactic Mix) 3:52 Casete (CMUTE153) 1. «Run To The Sun» 4:11 2. «Tenderest Moments» 5:30 3. «Run To The Sun» (Beatmasters' Intergalactic Mix) 3:52 Casete (Elektra-64527-2) 1. «Run To The Sun» 4:11 2. «Run To The Sun» (Beatmasters' Intergalactic Mix) 3:52 3. «Tenderest Moments» 5:30 |

## Créditos
Este sencillo tiene un lado B, Tenderest Moments que fue escrito por (Clarke/Bell).
- Diseño: Assorted Images.
- Dibujo: Mike Cosford.
- Gráficos 3D: Olaf Wendt.

## Datos adicionales
Tenderest Moments aparecería años más tarde en el álbum acústico Union Street.

El video de Run to the Sun fue filmado en el Reloj Mundial de Alexanderplatz.

## Otras versiones
El grupo español Lemon^Fly, para su álbum debut, realizó una versión en español de Run to the Sun, llamada Corre hacia el sol, con la colaboración del dúo Fangoria.